# Joan Sunyol i Genís
Joan Sunyol i Genís (Badalona, 13 de febrer de 1922 - Vic, 8 de març de 2014) fou un poeta català. Sunyol, net de Martí Genís i Aguilar, va viure la gran part de la seva vida a la ciutat de Vic. El 1946 va començar a vincular-se amb el món cultural local mitjançant l'Orfeó Vigatà i l'Associació d'Artistes. El 1976 va formar part del nucli fundador de Convergència Democràtica de Catalunya (CDC) a Vic, sense arribar mai a ostentar càrrecs públics. Va impulsar, també, la creació de l'Associació de Veïns del barri dels Caputxins, on residia, el 1977.

## Publicacions
- 1947 - Llum endins (poemari)
- 1979 - Del nostre entorn
- 1984 - Vitralls i ressons
- 1988 - Topònims suggestius
- 1992 - Jocs (acròstics)
- 1994 - Retorns
- 2002 - Tria[1]

## Premis i reconeixements
- 2006 - Fill adoptiu de Vic[1]